# Lek Nana

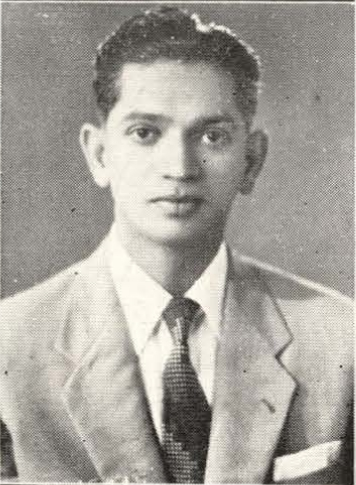
Lek Nana (vor 1959)

Lek Nana (Thai: เล็ก นานา; * 1924; † 1. April 2010 in Bangkok) war ein thailändischer Geschäftsmann und Politiker der Demokratischen Partei. Er war mehrmals Abgeordneter im thailändischen Repräsentantenhaus, 1975 und 1976 Stellvertreter des Außenministers, von 1982 bis 1986 Generalsekretär der Demokratischen Partei und von 1985 bis 1986 Minister für Wissenschaft und Technologie.

## Politische Biografie
Lek Nana entstammte einer aus Indien nach Thailand eingewanderten muslimischen Familie. 
Er gehörte im April 1946 neben Khuang Aphaiwong zu den Gründern der Demokratischen Partei (Phak Prachathipat). Bei einer Nachwahl in der Provinz Phra Nakhon (Bangkok) im Jahr 1958 wurde er als Kandidat der DP erstmals zum Mitglied des thailändischen Repräsentantenhauses gewählt. Bald darauf wurde das Parlament aber infolge des Putsches von Feldmarschall Sarit Thanarat aufgelöst. 
Als die Militärjunta unter Thanom Kittikachorn 1969 wieder eine Wahl abhalten ließ, gewann die DP alle Bangkoker Sitze und Lek Nana zog erneut als Abgeordneter in das Repräsentantenhaus ein, das jedoch infolge eines erneuten Staatsstreichs nach zwei Jahren wiederum aufgelöst wurde. Nach dem Volksaufstand im Oktober 1973 und dem Inkrafttreten einer demokratischen Verfassung wurde er bei der Parlamentswahl im Januar 1975 zum dritten Mal ins Repräsentantenhaus gewählt. 
Im Februar desselben Jahres wurde sein Parteikollege Seni Pramoj Premierminister und berief Lek Nana als stellvertretenden Außenminister in sein Kabinett. Schon nach einem Monat verlor die Regierung jedoch ihre Mehrheit und die DP musste in die Opposition. Nach einer vorgezogenen Neuwahl kamen die Demokraten im April 1976 wieder in die Regierung und Lek Nana wurde erneut zum stellvertretenden Außenminister ernannt. Er war damit Vertreter und enger Mitarbeiter des Außenministers Bhichai Rattakul. Dieses Amt behielt er bis zum Sturz der Regierung im Zuge der Studentenproteste an der Thammasat-Universität und deren Niederschlagung im Massaker des 6. Oktober 1976.
Im Anschluss war er bis 1981 Honorargeneralkonsul des Irak in Thailand.
Nachdem Bhichai Rattakul 1982 Vorsitzender der Demokratischen Partei wurde, berief dieser im April desselben Jahres Lek Nana zum Generalsekretär der Partei. Dieses Amt hatte er bis April 1986 inne. Bei der Parlamentswahl 1983 zog er erneut als Abgeordneter eines Bangkoker Wahlkreises ins Repräsentantenhaus ein (bis 1986).
Am 28. August 1985 ernannte ihn Premierminister General Prem Tinsulanonda nach dem Selbstmord von Damrong Latthapipat zum Minister für Wissenschaft und Technologie in dessen Kabinett, dem er bis zum 5. August 1986 angehörte.
Zuletzt war er Mitglied des Beratungskomitees der Partei und legte schließlich 2003 auch dieses politische Amt nieder.

## Geschäftstätigkeit
Daneben war er ein erfolgreicher Geschäftsmann und galt als einer der größten Grundbesitzer in Bangkok. Die vierte Nebenstraße (Soi 4) der Sukhumvit-Straße (Thanon Sukhumvit) wurde nach ihm als Soi Nana benannt. Darüber hinaus stiftete er Grundstücke an der Rama-IV.-Straße (Thanon Phra Ram 4) in Soi Setsiri an die Demokratische Partei zur Errichtung der Parteizentrale. Außerdem stiftete er Grundstücke zur Errichtung des Princess Mother Memorial Park sowie eines Krankenhauses. Lek Nana war insbesondere Eigentümer von Grundstücken entlang der Thanon Sukhumvit an der eine Station des Bangkok Skytrain, das Nana Hotel sowie das Rotlichtviertel Nana Plaza nach ihm benannt sind.